# Soisalo
Soisalo est la plus grande île lacustre de Finlande,.

## Géographie
Sa superficie est de 1 638 kilomètres carrés,.
Il s'agit en réalité d'une zone de terres entourée par les lacs Kallavesi, Unnukka, Suvasvesi et Kermajärvi, ce qui porte à controverse sur son statut d’île.
Le lac Kallavesi, le plus grand lac de Savonie du Nord, s'ecoule par deux voies principales.
La plus orientale d'entre elles est la voie navigable d'Heinävesi, qui comprend les lacs Suvasvesi, Kermajärvi et Ruokovesi (sv). 
La voie occidentale est la voie navigable de Leppävirta, dont le plus grand lac est l'Unnukka. 
Les deux voies navigables descendent jusqu'au lac Haukivesi, qui est l'un des affluents du lac Saimaa. 
L'île Soisalo est la zone située entre ces voies lacustres.